# Sałatka z żabich oczu

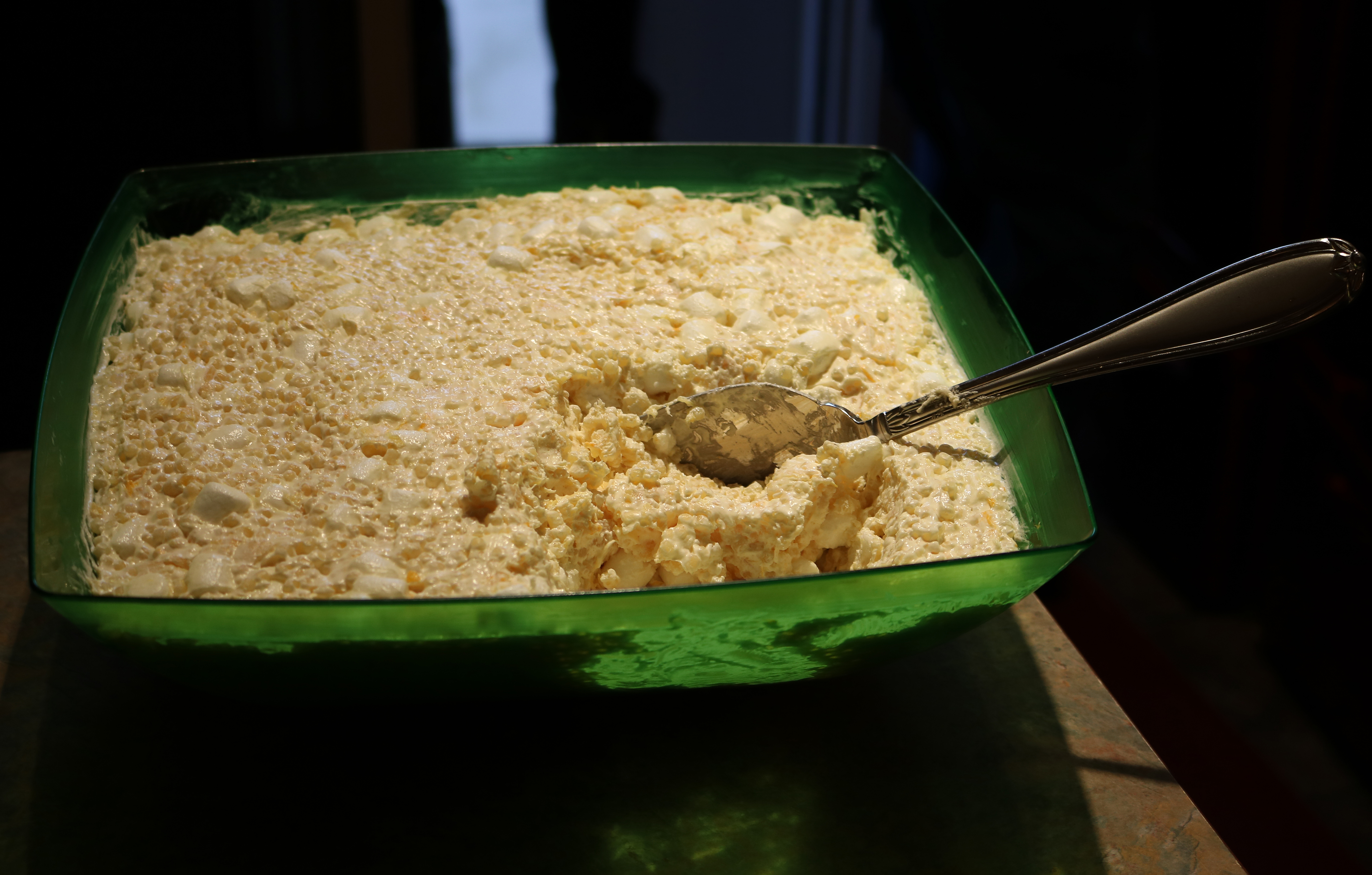
Sałatka z żabich oczu podana w 2015, w trakcie wigilii w Thornton

Sałatka z żabich oczu – rodzaj amerykańskiej słodkiej sałatki makaronowej, przygotowywanej z drobnego, okrągłego makaronu acini di pepe, bitej śmietany oraz żółtek. Dodaje się do niej również owoce, takie jak mandarynki i ananasy. Czasem posypuje się ją piankami marshmallow. Nazwa nawiązuje do wyglądu makaronu, który przypomina swoim kształtem żabie oczy.
Danie jest popularne w stanach Idaho oraz Utah, zwłaszcza wśród członków Kościoła Jezusa Chrystusa Świętych w Dniach Ostatnich.